# Classe Kazakistan
La classe Kazakistan è una classe di motocannoniere missilistiche, composta da quattro unità entrate in servizio tra il 2012 e il 2017 per conto della marina militare del Kazakistan.
Realizzate nei cantieri navali nazionali Ural Plant "Zenit", le navi della classe rappresentano le unità da combattimento di punta della piccola Forza navale kazaka (Äskerï-teñiz küşteri).

## Caratteristiche

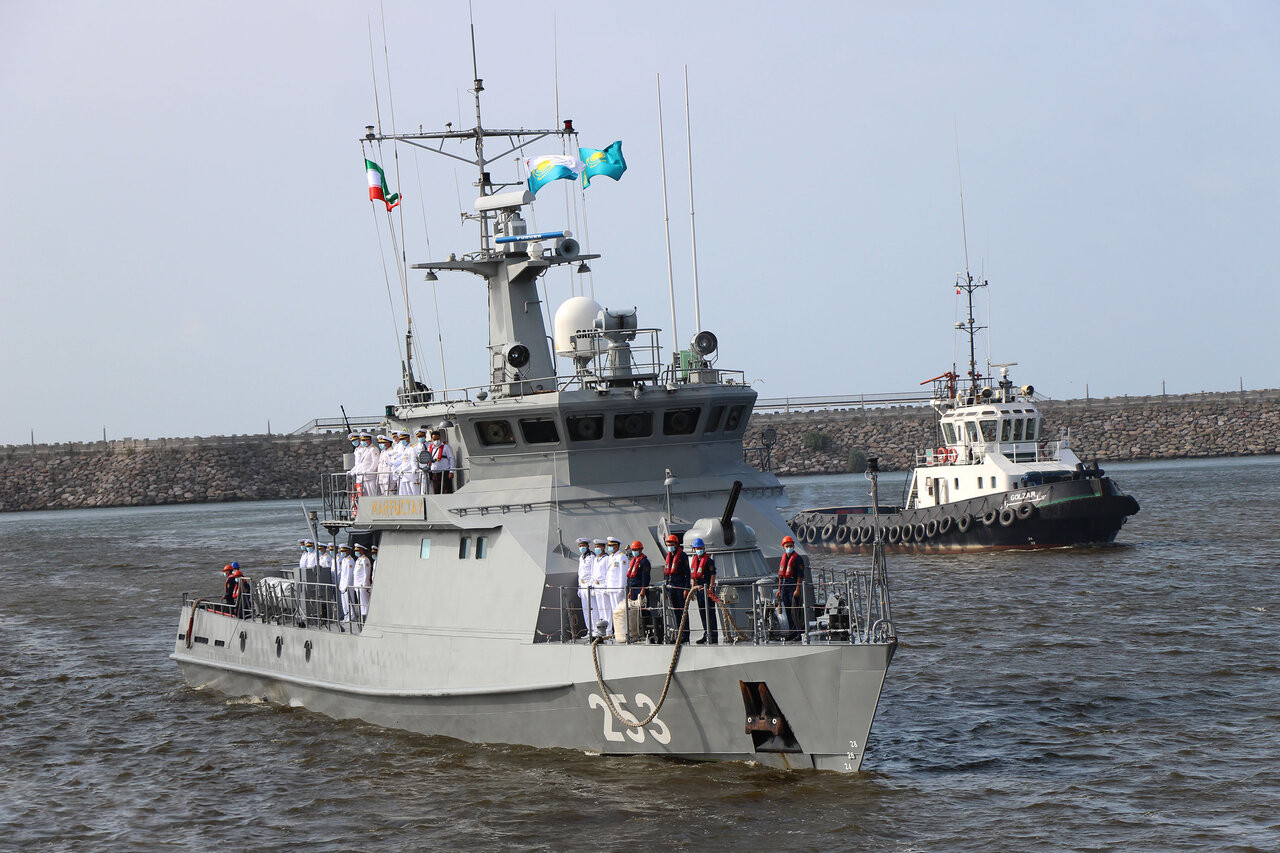
La Mangystau in manovra per ormeggiare al porto di Bandar-e-Anzali in Iran nel 2021

Le unità classe Kazakistan rappresentano, dal punto di vista bellico, l'acquisizione più importante operata dal Kazakistan nell'ambito di un piano di ammodernamento e potenziamento della sua piccola componente navale attuato negli anni 2010; le Kazakistan rappresentano inoltre le prime unità delle Forze navali kazake orientate primariamente al combattimento navale, integrando una flotta composta solo da unità da pattugliamento e sorveglianza costiera.
Le Kazakistan sono piccole unità lanciamissili adatte a operare in ambiente costiero, con uno scafo lungo fuori tutto 41,8 o 42 metri, con una larghezza massima di 7,8 metri e un pescaggio di 2,5 metri; il dislocamento standard si aggira sulle 240 tonnellate. L'apparato propulsivo si basa su due motori diesel della MTU modello 16V 4000 M71, capaci di una potenza di 6 090 hp (4 540 kW) e che spingono le unità a velocità massime comprese tra i 25 e i 28 nodi. A dispetto delle dimensioni ridotte dello scafo, le unità possono ospitare a bordo 16,5 tonnellate di carburante e 4,4 tonnellate di acqua, che garantiscono un periodo di permanenza in mare di una decina di giorni; l'autonomia complessiva è stimata in 1200 miglia alla velocità di crociera di 12 nodi. L'equipaggio ammonta a 30 tra ufficiali e marinai.
La configurazione originaria dell'armamento prevedeva un impianto binato di mitragliere da 25/82 mm 2M-3M collocato in torretta a prua, un impianto binato di mitragliere da 23 mm ZU-23 (o uno binato di mitragliere da 14,5 mm) collocato nella parte posteriore della sovrastruttura centrale, e un lanciarazzi BM-21 collocato a poppa. Già dalla seconda unità della classe il lanciarazzi è stato sostituito da un impianto quadruplo per il lancio di missili antinave RK-V2, versione navalizzata del missile anticarro Baryer-V, ed è stato aggiunto un impianto quadruplo Arbalet-K per il lancio di missili antiaerei a corta gittata Igla; entrambi gli impianti lanciamissili sono stati forniti dalla ditta ucraina Luch Design Bureau. Dal 2018 le unità sono state interessate da un programma di ammodernamento condotto in cooperazione con l'industria bellica ucraina, comprendente la sostituzione della torretta binata da 25 mm a prua con un impianto AK-630 di cannoni automatici da 30 mm a sei canne rotanti e l'installazione di un radar 2D in banda X Kvant-Radiolocation Delta-M.

## Unità
| Nome       | Distintivo ottico | Varo           | Entrata in servizio | Status             |
| ---------- | ----------------- | -------------- | ------------------- | ------------------ |
| Kazakhstan | 250               | 26 aprile 2012 | agosto 2012         | in servizio attivo |
| Oral       | 251               | 30 aprile 2013 | 5 dicembre 2013     | in servizio attivo |
| Saryarka   | 252               | 7 maggio 2014  | 2014                | in servizio attivo |
| Mangystau  | 253               | 20 aprile 2017 | 21 dicembre 2017    | in servizio attivo |